# کافتانکا
کافتانکا (به لاتین: Kaftanka) یک منطقهٔ مسکونی در روسیه است که در استان آستراخان واقع شده‌است.